# 27a Mostra Internacional de Cinema de Venècia
La 27a Mostra Internacional de Cinema de Venècia va tenir lloc del 28 d'agost al 10 de setembre de 1966.

## Jurat
- Giorgio Bassani (Itàlia) (president)[2]
- Lindsay Anderson (GB)
- Luboš Bartošek (Txecoslovàquia)
- Michel Butor (França)
- Lewis Jacobs (EUA)
- Lev Kuleshov (URSS)
- Joris Ivens (Països Baixos)

## Pel·lícules en competició
| Títol original         | Director(s)                   | País de producció |
| ---------------------- | ----------------------------- | ----------------- |
| Au Hasard Balthazar    | Robert Bresson                | França            |
| The Wild Angels        | Roger Corman                  | Estats Units      |
| La Battaglia di Algeri | Gillo Pontecorvo              | Itàlia/ Algèria   |
| La busca               | Angelino Fons                 | Espanya           |
| Abschied von gestern   | Alexander Kluge               | Alemanya          |
| Chappaqua              | Conrad Rooks                  | Estats Units      |
| La Curée               | Roger Vadim                   | França            |
| Fahrenheit 451         | François Truffaut             | Estats Units      |
| Nattlek                | Mai Zetterling                | Suècia            |
| Pervyy utxitel         | Andrei Mikhalkov-Kontxalovski | Unió Soviètica    |
| Un uomo a metà         | Vittorio De Seta              | Itàlia            |

## Premis
- Lleó d'Or:
  - La Battaglia di Algeri (Gillo Pontecorvo)
- Premi Especial del Jurat:
  - Abschied von gestern (Alexander Kluge)
  - Chappaqua (Conrad Rooks)
- Copa Volpi:
  - Millor Actor - Jacques Perrin (Un uomo a metà)
  - Millor Actriu - Natalya Arinbasarova (Pervyy utxitel)
- Premi FIPRESCI 
  - La Battaglia di Algeri (Gillo Pontecorvo)
- Premi OCIC 
  - Au Hasard Balthazar (Robert Bresson)
  - Menció Honorífica - Abschied von gestern (Alexander Kluge)
- Premi Especial
  - The War Game (Peter Watkins)
  - Ha-Yeled Me'ever Lerechov (Yosef Shalhin)
- Lleó de San Marco
  - Memorandum (Donald Brittain & John Spotton)
  - Testa di rapa (Hermína Týrlová & Giancarlo Zagni)[3]
  - Millor pel·lícula sobre l'adolescència - Ritzar bez bronya (Borislav Sharaliev)
  - Millor documental - Le mistral (Joris Ivens)
  - Millor documental - Televisió - Storm Signal (Robert Drew)
- Lleó de San Marco - Gran Premi
  - Hectorologie (Yves Plantin & Alain Blondel)
  - Rodzina czlowiecza (Wladyslaw Slesicki)
  - The Girl and the Bugler (Aleksandr Mitta)
- Lleó de San Marco de plata
  - The Ivory Knife: Paul Jenkins at Work (Jules Engel)
  - Millor pel·lícula experimental - L'ultimo (Vittorio Armentano)
  - Millor pel·lícula d'esport - Hockey (Mica Milosevic)
  - Millor pel·lícula d'infants - The Kind-Hearted Ant (Aleksandar Marks & Vladimir Jutrisa)
  - Millor pel·lícula animada - Chromophobia (Raoul Servais)
  - Millor pel·lícula cultural i educativa - Comment savoir (Claude Jutra)
  - Pel·lícula sobre arquitectora - Helioplastika (Jaroslaw Brzozowski)
- Plata
  - The Animal Movie (Grant Munro & Ron Tunis)
  - Jemima and Johnny (Lionel Ngakane)
  - Physics and Chemistry of Water (Sarah Erulkar)
  - Ptaci kohaci (Jirí Torman)
  - Documental - Vida social contemporània - Labanta negro (Piero Nelli)
  - Pel·lícula recreativa per infants - Little Mole For episode Krtek a raketa (Zdeněk Miler)
  - Pel·lícula juvenil - Educativa-Didàctica - Alexander and a Car without the Left Headlight (Peter Fleischmann)
- Diploma honorari
  - La fiaba di Tancredi (Velia Vergani)
  - Tribunal (Herbert Seggelke)
  - Willem de Kooning, the Painter (Paul Falkenberg & Hans Namuth)
- Homenatge del jurat
  - Robert Bresson
- Premio per la migliore interpretazione
  - Ritzar bez bronya (Oleg Kovachev)